# نورما تورس
نورما جودیت تورس (Née Barillas) (زاده ۴ آوریل ۱۹۶۵) یک سیاستمدار آمریکایی است. او عضو مجلس نمایندگان ایالات متحده برای منطقه ۳۵ کنگره کالیفرنیا است. پیش از این، او عضو مجلس سنای ایالت کالیفرنیا به نمایندگی از ناحیه ۳۵ بود. او یکی از اعضای حزب دمکرات است.
تورس با نام نورما جودیت باریلاس در گواتمالا به دنیا آمد. وقتی پنج ساله بود، او و عمویش به ایالات متحده آمدند. مادرش یک سال بعد فوت کرد. او ابتدا با ویزای توریستی وارد شد، اما در نوجوانی اقامت قانونی خود را دریافت کرد و در سال ۱۹۹۲ تابعیت خود را به دست آورد.